# Kulacēkaraṉ

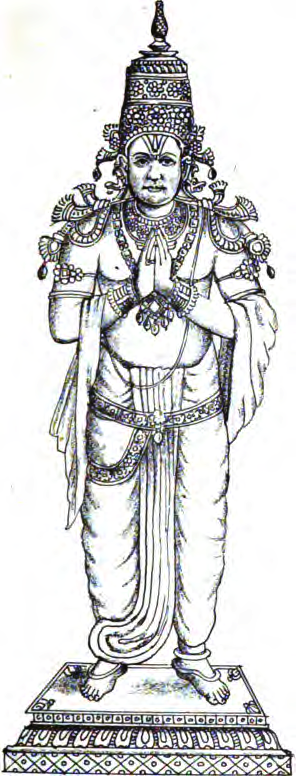
Immagine devozionale del XIX secolo di Kulacēkaraṉ.

Kulacēkaraṉ (in caratteri tamiḻ: குலசேகர; in sanscrito: Kulaśekhara), probabilmente  vissuto intorno al  IX d.C., è uno dei dodici  āḻvār,  quei poeti e mistici hindū, di etnia  tamiḻ, itineranti di tempio in tempio nell'India meridionale, vissuti tra il VI e il IX secolo d.C. che veneravano, in qualità di Dio, la Persona suprema,  Māl (Māyōṉ), nome che in lingua tamiḻ intende indicare quella divinità che in sanscrito è nominata come Kṛṣṇa/Visnù/Nārāyaṇa ovvero il Kṛṣṇa della Bhagavadgītā e il Viṣṇu/Nārāyaṇa dei primi Purāṇa.
Secondo le agiografie Kulacēkaraṉ era un penimāḷ, un sovrano della dinastia dei Cera che regnava sui territori del Kerala, dei Cola e dei Pāṇḍya.
Incarnazione di Kaustubha, la preziosa pietra di Viṣṇu, Kulacēkaraṉ sarebbe originario di Tiruvañcikkaḷam, la capitale del regno dei Cera, nato nel mese di Māci (febbraio-marzo), sotto il settimo asterismo lunare detto Puṇarvacu, dell'anno 27 del Kaliyuga.
Il re devoto Kulacēkaraṉ governò con giustizia e saggezza ma al contempo fu un grande devoto di Dio, Viṣṇu, in particolar modo nella sua forma, avatāra, di Rāma. 
Era talmente presente e forte questa sua devozione che entrava in profonda estasi durante il quotidiano ascolto dell'opera che ne narrava le divine gesta, il Rāmāyaṇa. 
E tali estasi potevano causare degli effetti imprevedibili come quando quella volta che i cantori si soffermarono sul dio Rāma circondato dai nemici, Kulacēkaraṉ ordinò di radunare l'esercito per correre in suo aiuto, costringendo i suoi consiglieri ad inviare un messaggero che comunicasse al re che Dio aveva vinto e che non necessitava più del suo soccorso.
In un'altra circostanza, indignato dal racconto del rapimento di Sītā da parte del mitico re demone Rāvaṇa,  Kulacēkaraṉ  radunò nuovamente l'esercito per giungere di fronte al mare che separa l'India da Laṅkā, e quindi tuffarsi per raggiungere e liberare la principessa. Quella volta lo soccorsero le stesse divine persone di Rāma e  Sītā che lo ricondussero di persona sulla riva.
Alla fine, anche perché deluso dalle trame di palazzo tese a screditare i devoti viṣṇuiti da lui protetti, Kulacēkaraṉ si  decise ad abdicare in favore del figlio e quindi a entrare nella comunità dei devoti di Araṅkam, dedicandosi completamente al servizio per Dio. 
Compì numerosi pellegrinaggi e si spense a 67 anni nel tempio di Brahmadeśam. Anche sua figlia entrò nel servizio devozionale.

## IlPerumāḷtirumoḻi
A Kulacēkaraṉ è attribuito il Perumāḻtirumoḻi ("Le sacre parole del Perumāḻ";  105 stanze suddivise in 10 tirumoḻi, composti in metro āciriyam e kali), contenuto nel Nālāyirativviyappirapantam . Diversi inni religiosi di questa opera sono dedicati a Rāma; altri sono dedicati a Kṛṣṇa, in componimenti che richiamano la letteratura erotica del Caṅkam in chiave mistica. 
Particolarmente toccante il VII tirumoḻi, là dove viene conservato il lamento di Devakī, la vera madre di Kṛṣṇa, privata per volere divino dell'infanzia del figlio:
ampu yuttaṭaṅ kaṇṇiṉaṉ tālō

vēlai nīrniṟat taṉṉavaṉ tālō

vēḻap pōtaka maṉṉavaṉ tālō

ēla vārkuḻa leṉmakaṉ tālō

eṉṟeṉ ṟuṉṉaieṉ vāyiṭai niṟaiya

tālo littiṭum tiruviṉai yillāt

tāya rilkaṭai yāyiṉa tāyē»
(Kulacēkaraṉ, Perumāḷtirumoḻi, VII, 1; traduzione di Emanuela Panattoni, Inni degli Āḻvār. Torino, Utet, 1993)
- Per la recitazione in lingua tamiḻ vedi qui.